# Mark Midler
Mark Midler (n. 24 septembrie 1931, Moscova, RSFS Rusă, URSS – d. 31 mai 2012, Moscova, Rusia) a fost un scrimer ce a reprezentat Uniunea Republicilor Sovietice Socialiste, medaliat olimpic. A participat la 4 ediții ale Jocurilor Olimpice (1952, 1956, 1960, 1964) în care a câștigat două medalii de aur.